# سامويل ليند
سامويل ليند (بالبولندية: Samuel Linde)‏ (و. 1771 – 1847 م) هو معجمي، ولغوي، وأمين مكتبة، وتربوي، ومترجم، وأستاذ جامعي، وكاتب، وناقد أدبي من بولندا، والإمبراطورية الروسية، ولد في تورون، كان عضوًا في أكاديمية العلوم في غوتينغن، والأكاديمية البروسية للعلوم، توفي في وارسو، عن عمر يناهز 76 عاماً.

## التعليم
تعلم في جامعة لايبتزغ (1789–1792).

## جوائز
حصل على جوائز منها:
- Order of Saint Stanislaus [الإنجليزية]‏ (1 ديسمبر 1815)[7]
- وسام القديس فلاديمير [الإنجليزية]‏.